# Herrenhaus Sdier

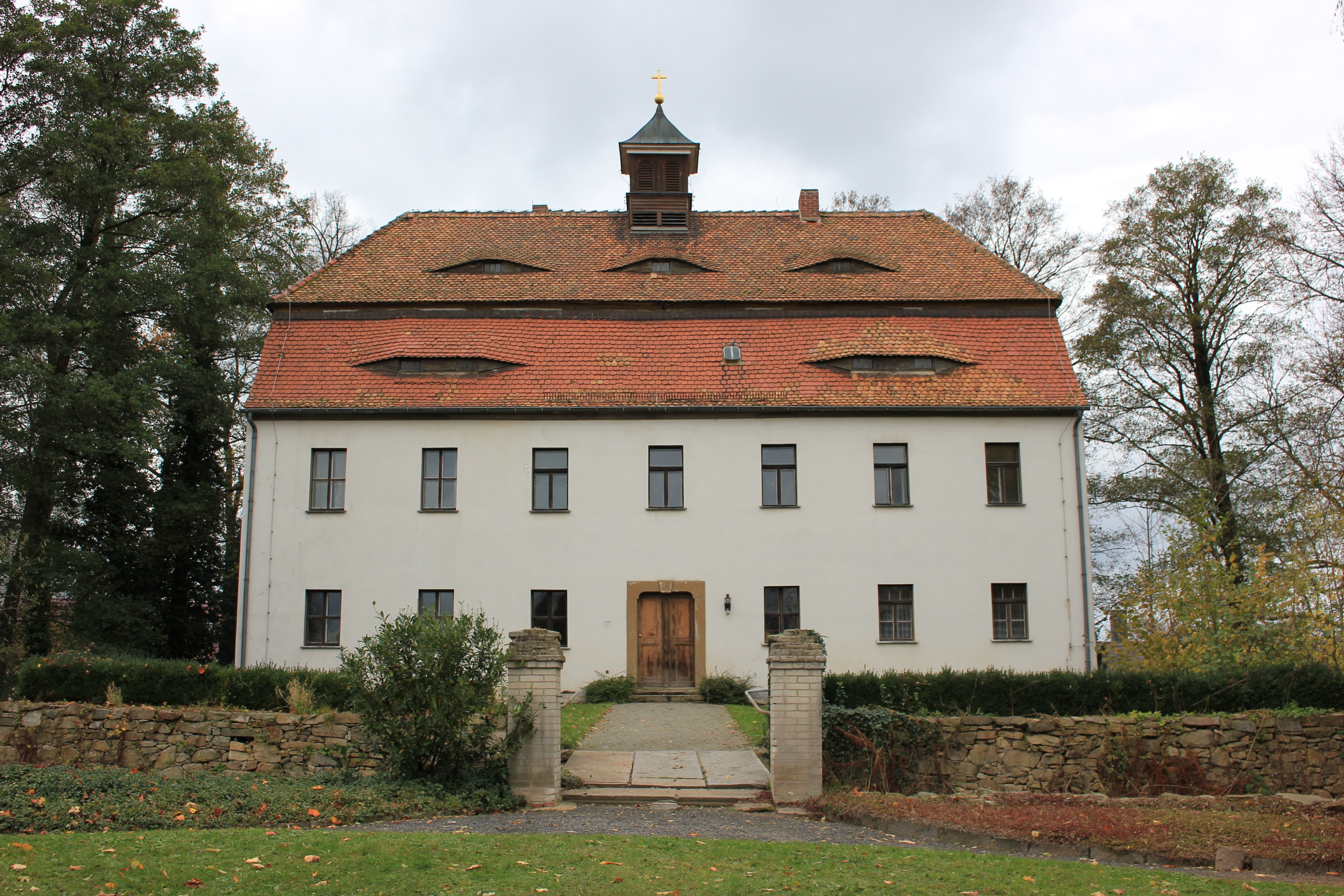
Herrenhaus Sdier (2017)

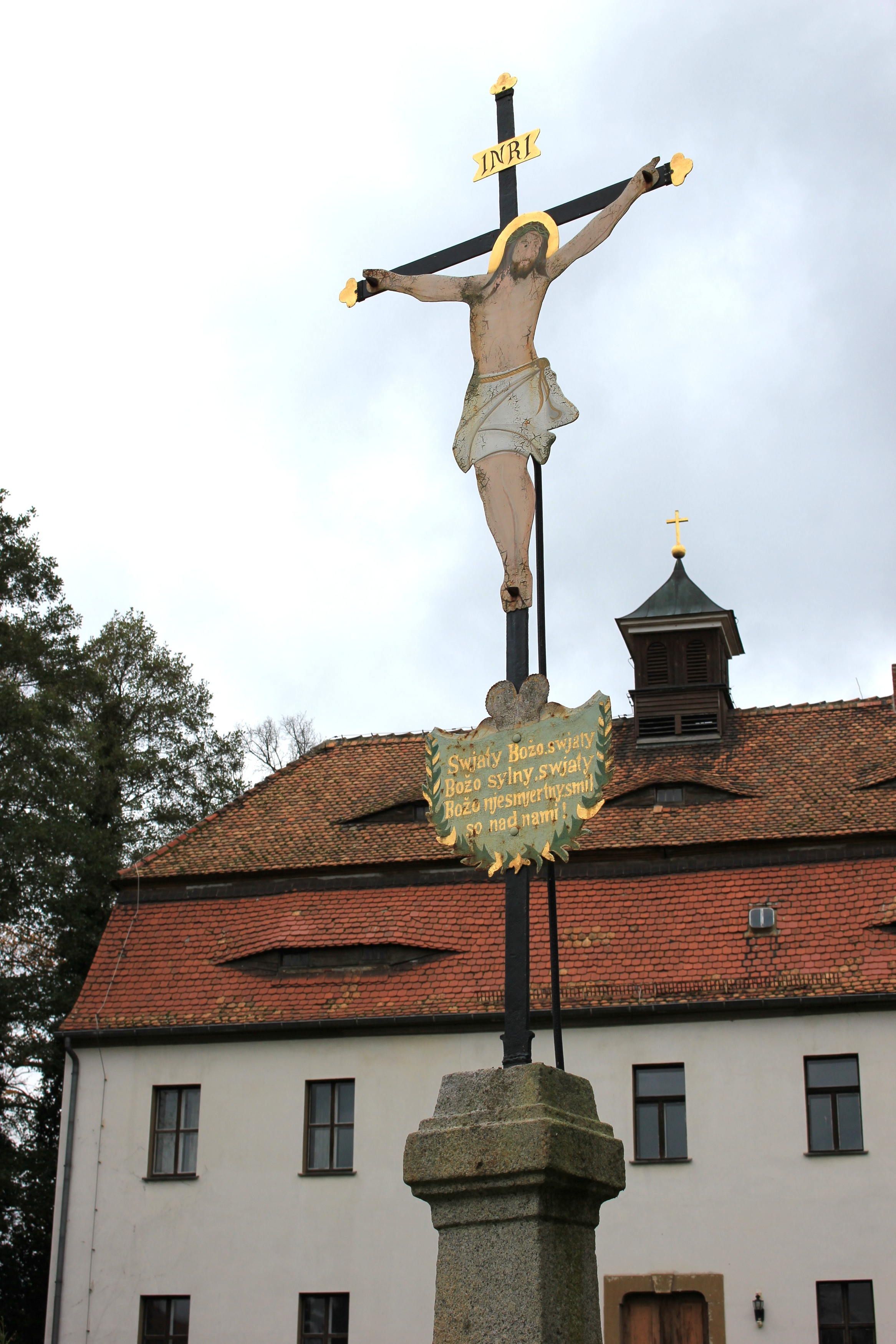
Betkreuz vor dem Herrenhaus Sdier (2017)

Das Herrenhaus Sdier ist ein Herrenhaus im Ortsteil Sdier der Gemeinde Großdubrau im Landkreis Bautzen in der sächsischen Oberlausitz. Das durch das Domstift Bautzen als Wohnhaus und Kapelle genutzte Gebäude steht unter Denkmalschutz.

## Geschichte und Architektur
Der Rittersitz in Sdier wurde im Jahr 1413 erstmals urkundlich erwähnt, an der Stelle befand sich zu dieser Zeit eine Wasserburg aus dem 12. Jahrhundert. 1595 verkaufte Georg von Loeben das Gut an das Domstift Bautzen, im gleichen Jahr wurde es zum Rittergut erhoben. Das Rittergut Sdier befand sich fortan in kirchlichem Besitz. Das Herrenhaus wurde im Jahr 1719 auf Geheiß des Domdekans Martin Bernhard Just von Friedenfels als Sommerresidenz gebaut, nachdem die baufällige Wasserburg abgerissen worden war. In dem Herrenhaus wurde eine kleine Kapelle eingerichtet, in der zweimal im Monat eine sorbisch-katholische Messe stattfand. Nach einem Umbau wurde 1968 in einem Nebengebäude des Gutes eine kleine Kapelle eingeweiht. Von 1923 bis 2005 war Sdier sogar Pfarrort, seitdem ist die Kapelle wieder eine Filiale von Radibor.
Das Herrenhaus ist ein zweigeschossiger Bau im Stil des Barock mit sieben zu fünf Achsen. Es ist mit einem Mansardwalmdach überzogen, das mit Fledermausgauben versehen ist und in dessen Mitte ein rechteckiger hölzerner Dachreiter der Kapelle mit Schallöffnungen, Zeltdach und Turmkugel thront. Dieser wurde baulich verändert, der ursprüngliche Dachreiter hatte eine achteckige Form und war mit einer doppelt geschweiften Haube mit dazwischen liegender Laterne versehen. Das zentrale Eingangsportal ist durch Sandsteingewände mit einem Schlussstein gerahmt. In der Kapelle steht ein hölzerner Altar mit Rokokoschnitzereien.
Die ehemalige Wasserburg ist durch das Herrenhaus überbaut worden. Der Wassergraben um das Herrenhaus ist heute noch vorhanden, wurde im Osten jedoch trockengelegt. Die Anlage wurde erstmals 1938 und erneut 1971 unter Bodendenkmalschutz gestellt.